# Дюрант (Айова)
Дюрант (англ. Durant) — місто (англ. city) в США, в округах Седар, Скотт і Маскетін штату Айова. Населення — 1871 особа (2020).

## Географія
Дюрант розташований за координатами 41°36′6″ пн. ш. 90°54′42″ зх. д. / 41.60167° пн. ш. 90.91167° зх. д. (41.601728, -90.911660).  За даними Бюро перепису населення США в 2010 році місто мало площу 2,98 км², уся площа — суходіл.

## Демографія
Згідно з переписом 2010 року, у місті мешкали 1832 особи в 743 домогосподарствах у складі 512 родин. Густота населення становила 616 осіб/км².  Було 783 помешкання (263/км²).
Расовий склад населення:
| - 98,0 % — білих - 0,3 % — азіатів - 0,2 % — корінних американців - 0,1 % — чорних або афроамериканців |

До двох чи більше рас належало 1,0 %. Частка іспаномовних становила 1,7 % від усіх жителів.
За віковим діапазоном населення розподілялося таким чином: 25,2 % — особи молодші 18 років, 57,8 % — особи у віці 18—64 років, 17,0 % — особи у віці 65 років та старші. Медіана віку мешканця становила 40,3 року. На 100 осіб жіночої статі у місті припадало 88,9 чоловіків;  на 100 жінок у віці від 18 років та старших — 85,6 чоловіків також старших 18 років.
Середній дохід на одне домашнє господарство  становив 70 959 доларів США (медіана — 60 625), а середній дохід на одну сім'ю — 79 409 доларів (медіана — 66 667). Медіана доходів становила 52 426 доларів для чоловіків та 36 771 долар для жінок. За межею бідності перебувало 6,7 % осіб, у тому числі 8,7 % дітей у віці до 18 років та 6,4 % осіб у віці 65 років та старших.
Цивільне працевлаштоване населення становило 1054 особи. Основні галузі зайнятості: освіта, охорона здоров'я та соціальна допомога — 23,2 %, виробництво — 21,9 %, роздрібна торгівля — 12,7 %, транспорт — 8,2 %.